# Septoria lactucae
Septoria lactucae è una specie di fungo ascomicete della famiglia delle Mycosphaerellaceae. Parassita, causa la septoriosi delle piante di lattuga.